# Carlos Tartiere Stadion (1932)
A Carlos Tartiere Stadion (spanyolul: Estadio Carlos Tartiere) egy labdarúgóstadion Oviedóban, Spanyolországban. A stadion volt a Real Oviedo labdarúgócsapatának az otthona 1932 és 2000 között. Eredetileg a kerület nevéről Buenavista Stadionnak nevezték el. 1958-ban a Real Oviedo alapítójának és elnökének a tiszteletére kapta a Carlos Tartiere nevet. A befogadóképessége 1932 és 1982 között 22000 fő számára volt biztosított.
A stadiont 1932. április 24-én avatták fel egy Spanyolország–Jugoszlávia válogatott mérkőzés alkalmával. Az első gólt a Real Oviedo támadója Isidro Lángara szerezte. 1982-ben bővítésen esett át és akkor 23500 főre növelték a férőhelyek számát, mivel a Carlos Tartiere egyike volt az 1982-es labdarúgó-világbajnokság helyszíneinek, ahol három csoportmérkőzést rendeztek. 1998-ban a befogadóképességet 16500 fő-re csökkentették és csak ülőhelyek kerültek elhelyezésre.
A Carlos Tartierében az utolsó mérkőzést 2000. május 20-án a Real Sociedad ellen játszották. 2000-ben bezárták és 2003-ban lebontották, a helyén pedig felépült az új Carlos Tartiere.

## Események

### 1982-es labdarúgó-világbajnokság
| Dátum            | Pályaválasztó | Eredmény | Vendég   | Forduló                   | Nézőszám |
| ---------------- | ------------- | -------- | -------- | ------------------------- | -------- |
| 1982. június 17. | Chile         | 0 – 1    | Ausztria | 2. csoport (első forduló) | 22 500   |
| 1982. június 21. | Algéria       | 0 – 2    | Ausztria | 2. csoport (első forduló) | 22 000   |
| 1982. június 24. | Algéria       | 3 – 2    | Chile    | 2. csoport (első forduló) | 16 000   |